# Estudiantes de Caracas
Estudiantes de Caracas ist ein venezolanischer Fußballverein aus Caracas. Das Team wird auch Académicos oder Los Blancos genannt.

## Geschichte
Estudiantes de Caracas wurde als Verein gegründet, der Mannschaften in allen Altersklassen beheimatet. Im Jahr 2014 übernahm der Verein den Platz in der Segunda División vom Guatire Fútbol Club. Estudiantes wurde Vizemeister und stieg zum ersten Mal in die Primera División auf. Dort konnte sich das Team bis 2016 halten, stieg ab und schaffte 2017 den direkten Wiederaufstieg. Im selben Jahr gelang der Finaleinzug in der Copa Venezuela. Zwar ging das Finale gegen den Zulia FC verloren, dennoch war Estudiantes de Caracas für die Copa Sudamericana 2017 qualifiziert. Bei seiner bisher einzigen internationalen Teilnahme schieden die Académicos in der 1. Runde gegen den paraguayischen Vertreter Sol de América aus.
Estudiantes de Caracas stieg 2018 aus der Primera División ab und verschwand anschließend in den unteren Ligen Venezuelas.

## Erfolge
- Venezolanischer Zweitligameister: 2017

## Stadion
Estudiantes de Caracas trägt seine Heimspiele im 1936 erbauten Estadio Brígido Iriarte aus, das eine Kapazität von 10.000 Zuschauern hat.

## Frauenfußball
Der Verein gründete 2017 eine Frauenfußballmannschaft, die in der höchsten Liga Venezuelas, der Liga Nacional de Fútbol Femenino, spielt.